# Niederrheinische Industrie- und Handelskammer Duisburg-Wesel-Kleve zu Duisburg

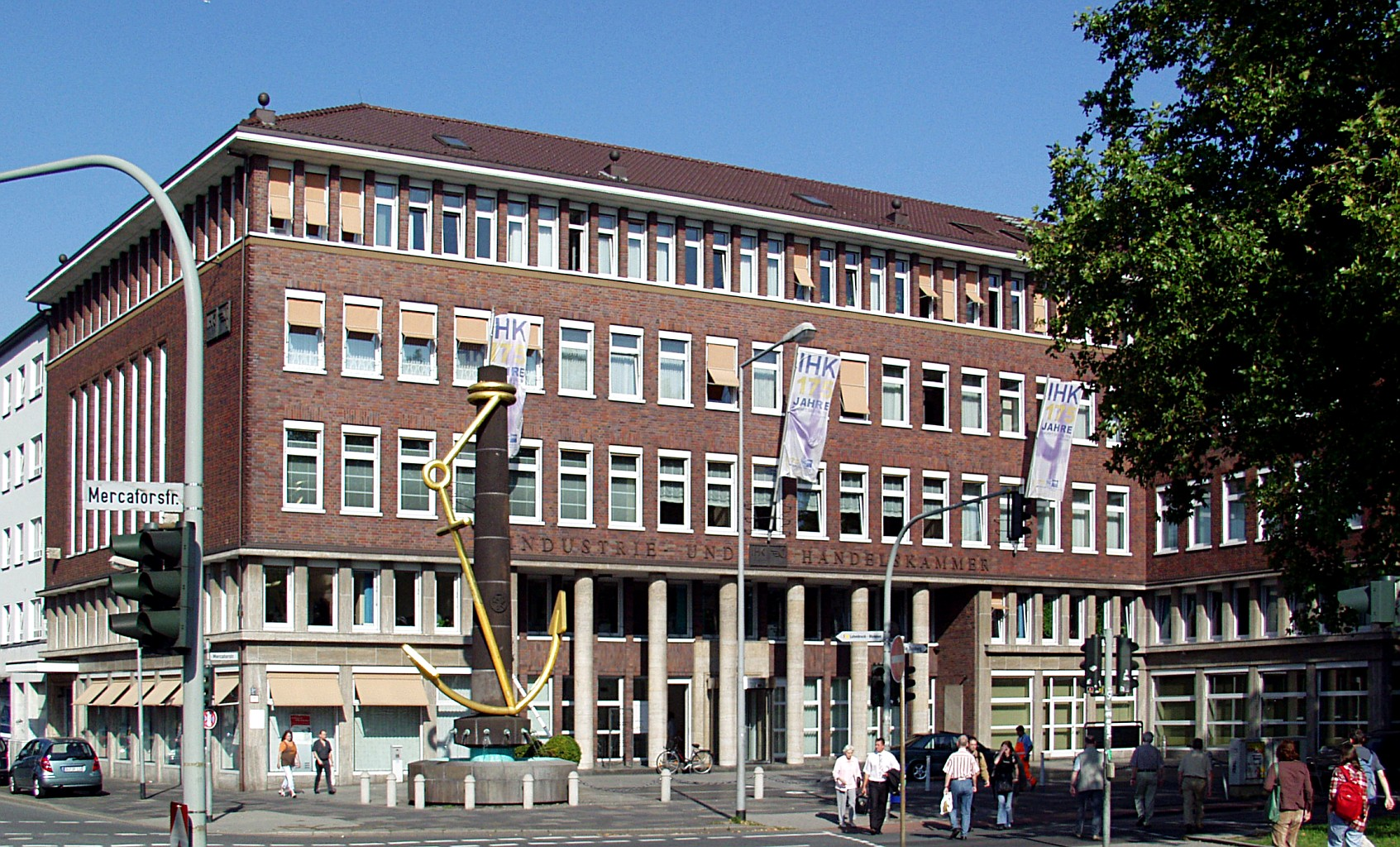
Hauptsitz der Kammer

Die Niederrheinische Industrie- und Handelskammer Duisburg-Wesel-Kleve zu Duisburg, kurz auch (Niederrheinische) Industrie- und Handelskammer zu Duisburg, ist eine deutsche Industrie- und Handelskammer mit Sitz in Duisburg.

## Geschichte

### Handelskammer Wesel in der Franzosenzeit
Nach der Annexion des linken Rheinufers durch Frankreich wurde dort französisches Recht eingeführt. Eine der Neuerungen waren Handelskammern französischen Rechts. Durch kaiserliches Dekret vom 20. Dezember 1812 richtete Napoleon eine Handelskammer Wesel ein. Diese sollte für das Arrondissement de Clèves zuständig sein. Nach der Völkerschlacht bei Leipzig brach die napoleonische Herrschaft 1813 zusammen und die Bildung der Handelskammer erfolgte nicht.

### Geschichte der preußischen Handelskammer Duisburg
Nach den Befreiungskriegen war das Rheinland preußisch. Die Einrichtung von Handelskammern war jedoch weiter Wunsch der Kaufmannschaften vieler Städte. In den 1830er Jahren wurden daher eine Reihe von Handelskammern durch königliche Verordnung geschaffen. Nach Elberfeld (1830) und Düsseldorf (am 18. Juni 1831) war die Handelskammer Duisburg die dritte rheinische Handelskammer. Der Beschluss des Preußenkönigs Friedrich Wilhelm III. zur Kammergründung wurde am 24. Oktober 1831 veröffentlicht und das Statut der Kammer am 18. September 1831 beschlossen. Die Kammer war für die Stadt Duisburg zuständig und bestand aus sechs Mitgliedern. Diese wählten aus ihrer Mitte einen Präsidenten.

### Geschichte der preußischen Handelskammer Wesel
Auch in Wesel bemühte sich die Kaufmannschaft um eine Handelskammer. Letztlich erfolgreich war eine Petition von 96 Weseler Kaufleute im Jahre 1837. Sie hatte zur Folge, dass mit Kabinettsordre vom 5. März 1838 die Errichtung einer Handelskammer für Wesel verfügt wurde. Wahlrecht zur Kammer hatten die 170 selbstständigen Kaufleute und Fabrikanten, die in Wesel ansässig waren und eine Gewerbesteuer von über zwölf Thaler zahlen.
Zum 1. Oktober 1877 wurde der Kammerbezirk Wesel auf den Kreis Rees sowie auf einen Teil des Kreises Borken, unter Einschluss der Stadt Bocholt, ausgedehnt.

### Geschichte der preußischen Handelskammer Ruhrort
Am 22. November 1897 wurde auch eine Handelskammer Ruhrort gebildet. Geographisch war die Kammer für den Kreis Ruhrort (mit Hamborn, Dinslaken und Sterkrade) und einen Teils des Kreises Moers zuständig. Gründungspräsident wird der Generaldirektor der Hütte Phoenix, Geheimer Kommerzienrat August Servaes.
Rechtsgrundlage für alle drei Kammern war nun das Kammergesetz vom 19. August 1897. Die Kammern wurden damit eine Juristische Person. Auch wurden das Wahlsystem und die Beitragsleistungen neu geregelt.

### Fusionen
1906 fusionierten die Städte Duisburg, Ruhrort und Meiderich. Entsprechend wurden auch die beiden Kammern in Duisburg und Ruhrort verschmolzen. Der Name der gemeinsamen Kammer war „Handelskammer in Duisburg“, der Sitz war in Duisburg-Ruhrort.
Aufgrund eines ministeriellen Erlasses vom 23. April 1919 wurde nach zweijähriger Diskussion die Fusion der Handelskammer Wesel und der Handelskammer Duisburg zur „Niederrheinische Handelskammer Duisburg-Wesel“ vorgenommen. Sitz war Duisburg-Ruhrort. Im Jahr 1923 wurde durch eine ministerielle Verordnung der Name der Kammer in „Niederrheinische Industrie- und Handelskammer Duisburg-Wesel zu Duisburg“ geändert.
1924 wurde aufgrund der Ruhrbesetzung die Rechts- und linksrheinischen Gebiete getrennt. Daher wurde für den Kreis Moers eine Zweigsteller der IHK Krefeld errichtet, die von den Kammern Duisburg und Krefeld gemeinsam betrieben wurde. Anfang Mai 1923 wurde der erste Syndikus Otto Most vom belgischen Polizeigericht in Krefeld wegen einer Rede verurteilt. Später wurde er und auch der zweite Syndikus Alfred Gentzsch erneut verhaftet
Nach der Machtergreifung der Nationalsozialisten erfolgte auch die Gleichschaltung der IHK Duisburg-Wesel. Der Präsident wurde nun nicht mehr gewählt, sondern ernannt, die Kammer wurde nach dem Führerprinzip organisiert. Die Mitglieder des Beirates wurden nun vom Präsidenten ernannt. Im Gegensatz zu den meisten IHKs wurde Johann Wilhelm Welker im Amt belassen und blieb bis 1944 an der Spitze der Kammer. 1942 wurde die Kammer durch die Verordnung des Reichswirtschaftsministers vom 20. April aufgelöst und in die neu gebildete Gauwirtschaftskammer Essen eingegliedert.
Nach Kriegsende wurden die Gauwirtschaftkammern aufgelöst und die IHKs von den Besatzungsmächten wieder zugelassen. Die Duisburger IHK nahm am 1. Juni 1945 offiziell ihre Arbeit wieder auf. Ergänzend zur bestehenden Organisation wurde eine Kammerzweigstelle in Geldern  gebildet, die bis in die 80er Jahre bestand. Am 29. Juli 1953 zog die IHK ihr neues Gebäude gegenüber dem Duisburger Hauptbahnhof.
1956 erhielten die Industrie- und Handelskammern durch das Gesetz zur vorläufigen Regelung des Rechts der Industrie- und Handelskammern den Status von Körperschaften öffentlichen Rechts. Im Rahmen der Gebietsreform in Nordrhein-Westfalen wurden die Grenzen der Kreise und Gemeinden angepasst. Diesem schloss sich die Abgrenzung des Kammerbezirks an. Seit dem 1. April 1977 bestand der Kammerbezirk aus der Stadt Duisburg und den Kreise Kleve und Wesel in ihren seit 1975 gültigen Abgrenzungen.
2009 wurde Burkhard Landers Präsident der Niederrheinischen IHK. Im Juni 2022 gab er bekannt sein Amt nach 13 Jahren Tätigkeit zum Jahresende niederzulegen. Zum 07. Dezember stellte sich Werner Schaurte-Küppers als sein Nachfolger für das Amt zur Wahl.

## Organisation
Neben dem Hauptsitz in Duisburg besteht eine Zweigstelle in Kleve (Boschstraße 16) und eine Zweigstelle in Wesel (Großer Markt 7). Die Kammer hat rund 70.000 Mitgliedsunternehmen. Diese wählen alle vier Jahre maximal 94 Vertreter in die Vollversammlung. Diese wählt alle vier Jahre das Präsidium, bestehend aus dem Präsidenten und zurzeit maximal acht Stellvertretern. Die Hauptgeschäftsführung wird vom Präsidium berufen.
Der Kammerbezirk umfasst die Stadt Duisburg, den Kreis Kleve und den Kreis Wesel.

### Aufgaben
Die Kammer hat die Aufgabe, die Wirtschaft zu fördern und die Gesamtbelange aller Wirtschaftsbereiche ihres Bezirkes wahrzunehmen. Insbesondere die letztgenannte Aufgabe kann sie nur deshalb erfüllen, weil sie von Interessen Einzelner unabhängig ist. Die IHK Aachen ist eine Einrichtung der wirtschaftlichen Selbstverwaltung und somit keine Behörde und kein Verband. Sie untersteht zwar staatlicher Rechtsaufsicht, ist aber nicht den Weisungen anderer Dienststellen untergeordnet.
Folgende Kernaufgaben nimmt die IHK wahr:
- Förderung der regionalen Wirtschaft
- Wahrnehmung der Gesamtbelange der Wirtschaft
- Beratung der Unternehmen

### IHK-Gebäude

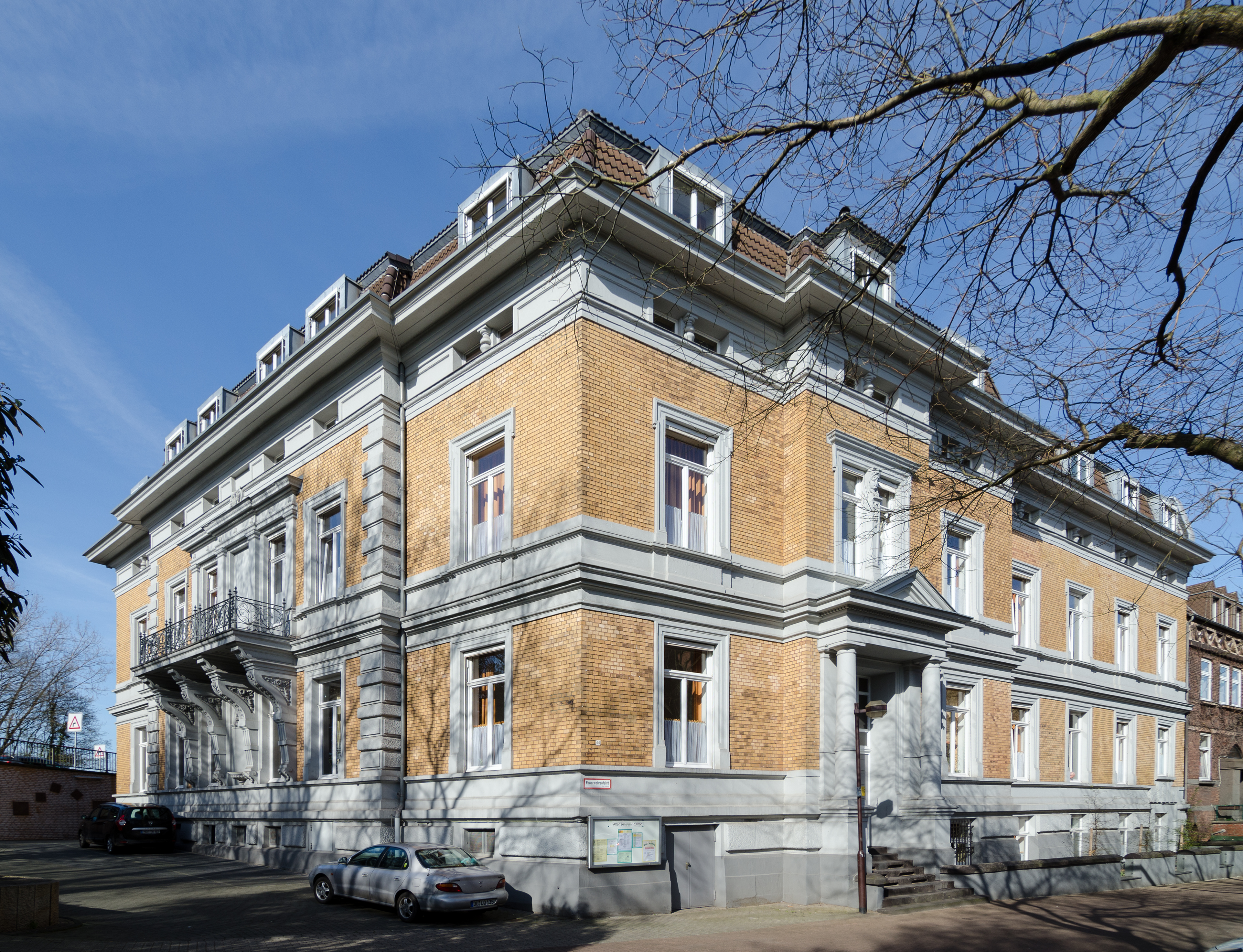
Kreishaus Ruhrort, Sitz der Kammer ab 1912

Nach der Auflösung des Kreises Ruhrort zog die Handelskammer 1912 in das ehemalige Kreishaus in Ruhrort. Das 1890 von August Jording an der Fürst-Bismarck-Straße in Ruhrort erbaute Gebäude steht unter Denkmalschutz (siehe Liste der Baudenkmäler in Duisburg-Homberg/Ruhrort/Baerl). 1921 wurde ein Teil des Kammergebäudes durch belgische Besatzungstruppen beschlagnahmt.
Nach dem Zweiten Weltkrieg bezog die Kammer ihr neues Gebäude gegenüber dem Hauptbahnhof. Das Gebäude der IHK mit Adresse Mercatorstraße 22, 24, Friedrich-Wilhelm-Straße 107 wurde 1938 nach Plänen der Düsseldorfer Architekten Philipp Wilhelm Stang und Rudolf Marwitz erbaut. Es steht einschließlich Vorplatz inklusive Brunnenanlage mit Ankerskulptur (1958) unter Denkmalschutz (siehe hierzu die Liste der Baudenkmäler in Duisburg-Mitte).

## Persönlichkeiten

### Präsidenten der Industrie- und Handelskammer zu Duisburg
Präsidenten der Industrie- und Handelskammer zu Duisburg waren
- Johann Jacob vom Rath (1831–1835)
- Carl Böninger (1835–1851)
- Eduard Gallenkamp (1851–1875)
- Julius Curtius (1876–1879)
- Otto Keller (1879–1905)

Nach der Fusion mit der Handelskammer Ruhrort:
- Emil Goecke (1906–1910)
- Julius Weber (1910–1919)

Nach der Fusion mit der Handelskammer Wesel:
- Paul Reusch (1919–1929)
- Johann Wilhelm Welker (1929–1944)
- Heinrich Kost (1944–1947)
- Erich Edgar Schulze (1947–1954)
- Heinrich Kost (1954–1962)
- Heinrich Schackmann (1962–1971)
- Karl-Heinz Kürten (1971–1983)
- Hans-Wolf Aengeneyndt (1984–1993)
- Hans-Georg Willers (1993–1997)
- Heribert Becker (1997–2001)
- Ulrich Kleier (2001–2006)
- Thomas Hüttemann (2006–2009)
- Burkhard Landers (2009–2022)
- Werner Schaurte-Küppers (seit 2022)

Präsidenten der Handelskammer in Ruhrort
- August Servaes (1898–1902)
- Eduard Carp (1903–1905)
- Emil Goecke (1905)

Präsidenten der Handelskammer Wesel
- Bernhard Müller (1838–1863)
- Ottokar Krieg (1864–1866)
- August Bagel (1867–1877)
- Carl von der Trappen (1978–1897)
- Edmund Welsch (1898–1906)
- Wilhelm von Othegraven (1907–1910)
- Johannes Hoevel (1911–1919)

### Ehrenmitglieder
- Johann Wilhelm Welker (Ehrenpräsident)
- Josef Schwarz
- Wolfgang Reuter
- Karl Jarres
- Paul Reusch
- Bruno Fugmann
- Heinrich Weitz
- Erich Edgar Schulte
- Burkhard Landers (Ehrenpräsident)